# Чехівський Володимир Мусійович
Володи́мир Мусі́йович Чехі́вський (19 липня 1876, с. Горохуватка, Київська губернія, Російська імперія — 3 листопада 1937, урочище Сандармох, Карельська АРСР, РРФСР, СРСР) — український політичний і громадський діяч, прем'єр-міністр УНР. Один із засновників УАПЦ. Депутат першої Державної думи Російської імперії. Брат Миколи Чехівського та Олекси Чуприни-Чехівського.
Жертва сталінського терору.

## Сім'я і освіта
Народився в родині священника. Закінчив Київську духовну академію (1900) зі ступенем кандидата богослов'я. Потім склав при університеті іспит на вчителя гімназії. Під час навчання в академії входив (з 1897) до складу студентського гуртка українських соціал-демократів-«драгоманівців». Магістр богослов'я (1905).

## Викладач і політик

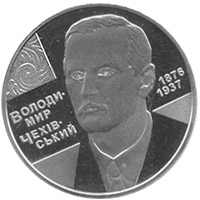
Ювілейна монета НБУ, 2006

У 1901—1904 роках — помічник інспектора Подільської духовної семінарії в Кам'янці-Подільському, з 1904 року — Київської духовної семінарії. Організував у закладі український гурток. Переведений з попередженням за українофільські погляди. У 1905—1906 роках — учитель російської мови в Черкаському духовному училищі, учитель історії літератури та теорії словесності в Черкаській чоловічій гімназії. У 1902—1904 роках — член Революційної української партії, потім, до кінця січня 1919 року, був членом Української соціал-демократичної робітничої партії (УСДРП). 1905 року з ініціативи В. М. Чехівського та інших була утворена Всеукраїнська учительська спілка (ВУУС) — професійна українська організація вчителів і діячів народної освіти. За участь у революційній діяльності 1906 року висланий до Вологди, але в 1907 році повернувся в Київ. У 1908—1917 роках жив в Одесі, де викладав у гімназії, комерційному й технічному училищах. Перебував під гласним наглядом поліції. Брав активну участь у діяльності Української громади і товариства «Просвіта». З 1915 року був членом масонської ложі «Зірка Сходу», що діяла в Одесі та входила до складу Великого Сходу народів Росії.

## Діяльність у 1917—1919
Після Лютневої революції 1917 року став редактором газети «Українське слово», що виходила в Одесі, очолив Одеський комітет УСДРП і (з квітня 1917 року) був членом Української ради від Одеси. З травня 1917 року — окружний інспектор Одеської шкільної ради, очолював Одеську філію Всеукраїнського вчительського союзу. З літа 1917 року — гласний Одеської міської думи від українських партій. Очолював Херсонську губернську раду об'єднаних громадських організацій, а в жовтні — листопаді 1917 року — Одеський революційний комітет. З листопада 1917 року — політичний комісар Одеси та губернський комісар освіти Херсонщини. У листопаді 1917 року був обраний членом Всеросійських установчих зборів (за списком українських соціал-демократів, від Одеси). На початку 1918 року був обраний членом ЦК УСДРП. З квітня 1918 року — директор департаменту віросповідань з правами міністра в уряді УНР.
Під час правління гетьмана Павла Скоропадського продовжував працювати в міністерстві віросповідань (як директор департаменту загальних справ), займався партійною роботою в УСДРП, був членом Національного союзу, який перебував в опозиції до Скоропадського.
Під час повстання проти гетьманського режиму в грудні 1918 року очолив Український революційний комітет. З 26 грудня 1918 по 11 лютого 1919 року — голова Ради міністрів і міністр закордонних справ УНР. Під час його прем'єрства, 22 січня 1919 року, був проголошений універсал про об'єднання УНР і Західно-Української Народної Республіки (ЗУНР) у соборну (єдину) Україну (так званий «Акт Злуки» — «Акт з'єднання»). 1 січня 1919 року уряд УНР схвалив закони про державну мову України (українську) і про автокефалію Української православної церкви, затверджені потім Директорією. 5 січня уряд схвалив земельний закон, затверджений Директорією 8 січня.
Дотримувався лівих політичних поглядів, виступав за компроміс із більшовиками, був противником угоди з Антантою — у цих питаннях його позиція була близька до точки зору Володимира Винниченка. Дуже мало впливав на діяльність армії УНР. За словами колишнього міністра віросповідань при Скоропадському Василя Зеньківського, у перший день появи військ УНР у Києві в грудні 1918 року:

я несподівано отримав записку від Чеховського …, який виявився нині прем'єр-міністром при Директорії … Чеховський попереджав мене, щоб я перші дні не ночував удома, що взагалі мені нічого боятися не слід, але в перші дні потрібно берегтися. Я був зворушений дбайливістю нового прем'єра про мене — зворушений, що в перший день вступу у владу він згадав про мене. А разом з тим якось відразу відчув все безсилля нової влади, раз прем'єр-міністру доводилося рекомендувати мені «не ночувати вдома». Очевидно, «повноти» влади він не мав.

Зрив спроби домовитися з більшовиками, успішний наступ Червоної армії та прагнення керівництва УНР домовитися про спільні дії з французами призвели до того, що в лютому 1919 року уряд Чеховського пішов у відставку. Після цього Чеховський перебував в опозиції до Симона Петлюри, навесні 1919 року був одним з організаторів Трудового конгресу в Кам'янці-Подільському, що піддав критиці політику української влади з лівих позицій.

## Діяльність за радянських часів
Залишився на території України після її заняття Червоною армією, у 1920 році був одним з лідерів Української Комуністичної партії (незалежних). У жовтні 1921 року брав участь у Першому Всеукраїнському Церковному Соборі, який підтвердив автокефалію Української автокефальної православної церкви. Був радником митрополита Української автокефальної православної церкви (УАПЦ) Василя Липківського й благовісників («проповідником») в УАПЦ. Організатор Пастирських курсів у Києві. Був одним з головних ідеологів української церковної автокефалії, прихильником християнського соціалізму. У жовтні 1927 року — голова другого Всеукраїнського собору УАПЦ. Працював в історико-філологічному відділенні Всеукраїнської академії наук (ВУАН), був професором медичного та політехнічного інститутів у Києві, викладав на соціально-економічних курсах.

## Арешт, ув'язнення, розстріл
29 липня 1929 року заарештований у справі «Спілки визволення України» (у цій справі засуджено низку відомих представників української інтелігенції). 19 квітня 1930 року засуджений до розстрілу, заміненого 10-річним ув'язненням. Відбував покарання в Хабаровському та Ярославському політізоляторі, з 1933 року — в Соловецькому таборі особливого призначення (Савватіївський спецізолятор), у 1936 році додатково засуджений до трьох років позбавлення волі. Розстріляний 3 листопада 1937 року за рішенням особливої трійки УНКВС Ленінградської області (місце страти — урочище Сандармох у Медвеж'єгорському районі Карелії).
Реабілітований Верховним судом УРСР 11 вересня 1989 року.

## Праці
Автор богословських і церковно-історичних праць, серед яких : «Київський митрополит Гавриїл Банулеско-Бодоні» (1905), «За Церкву, Христову громаду, проти царства тьми» (1922, друге видання — Франкфурт-на-Майні, 1947); «Боротьба чехів за волю і правду за часів Гуса», «Кому служить церковне панство на Україні», «Основи визволення Церкви з-під влади князів тьми», «Церковне панство на Україні»,а також статей у виданнях «Україна» та «Церква і життя».

## Сім'я
Дружина — Олена Володимирівна (1882—1960, до шлюбу — Сіцинська), племінниця протоієрея Євфимія Сіцінського (1859—1937). Дві дочки. Під час Другої світової війни емігрували до Німеччини.
Значна частина цінної бібліотеки та архіву Олени і Володимира Чехівських, за даними Ф. Бульбенка і протопресвітера УАПЦ Д. Бурка, до 1960 р. зберігались у м. Бавнд-Брук (США), однак подальша їх доля невідома.

## Вшанування Пам'яті
- У 2006 році Національний банк України випустив монету номіналом 2 гривні з портретом Чехівського.
- Вулиця Володимира Чехівського у місті Первомайськ Миколаївської області.